# Saurauia meiandra
Saurauia meiandra är en tvåhjärtbladig växtart som beskrevs av Friedrich Ludwig Diels. Saurauia meiandra ingår i släktet Saurauia och familjen Actinidiaceae. Inga underarter finns listade i Catalogue of Life.